# Narciarstwo dowolne na Zimowych Igrzyskach Azjatyckich 2017
Narciarstwo dowolne na Zimowych Igrzyskach Azjatyckich 2017 odbywało się w Sapporo Bankei Ski Area w Sapporo w dniach 24–26 lutego 2017 roku. Sześćdziesięciu jeden zawodników obojga płci rywalizowało w czterech konkurencjach.

## Podsumowanie

### Klasyfikacja medalowa
| Klasyfikacja medalowa | Klasyfikacja medalowa | Klasyfikacja medalowa | Klasyfikacja medalowa | Klasyfikacja medalowa | Klasyfikacja medalowa |
| Miejsce               | państwo               | Złoto                 | Srebro                | Brąz                  | Razem                 |
| --------------------- | --------------------- | --------------------- | --------------------- | --------------------- | --------------------- |
| 1                     | Japonia               | 3                     | 2                     | 2                     | 7                     |
| 2                     | Kazachstan            | 1                     | 1                     | 2                     | 4                     |
| 3                     | Korea Południowa      | 0                     | 1                     | 0                     | 1                     |
| Razem                 | Razem                 | 4                     | 4                     | 4                     | 12                    |

### Medaliści
| Konkurencja      | 1. miejsce       | 2. miejsce       | 3. miejsce       |
| Mężczyźni        | Mężczyźni        | Mężczyźni        | Mężczyźni        |
| ---------------- | ---------------- | ---------------- | ---------------- |
| Jazda po muldach | Ikuma Horishima  | Choi Jae-woo     | Dmitrij Rejcherd |
| Muldy podwójne   | Ikuma Horishima  | Daichi Hara      | Dmitrij Rejcherd |
| Kobiety          |                  |                  |                  |
| Jazda po muldach | Arisa Murata     | Julija Gałyszewa | Miki Itō         |
| Muldy podwójne   | Julija Gałyszewa | Arisa Murata     | Miki Itō         |